# Ендру Шлафли
Ендру Лејтон Шлафли (енгл. Andrew Layton "Andy" Schlafly; Олтон, 27. април 1961) амерички је правник, конзервативни политички активиста и кућни учитељ, најпознатији као оснивач вики сајта Конзервапедија. Син је познате конзервативне активисткиње и правнице, Филис Шлафли.
Шлафли је био главни правни саветник конзервативног Удружења америчких правника и хирурга у покушају да се Обамин Закон о заштити пацијената и приступачној нези изнесе на разматрање пред Врховни суд Сједињених Држава.

## Детињство, младост и образовање
Шлафли је једно од шесторо деце Џона Фреда Шлафлија, млађег и Филис Шлафли, који живе у Олтону, Илиноис. Деда Џона Фреда Шлафлија млађег, Аугуст, био је швајцарски имигрант у Сједињеним Државама. Џон Фред Шлафли је био правник, а Филис Шлафли је конзервативна активисткиња која је основала Игл форум и предводи покрет који се противи Амандману о једнаким правима. Ендру Шлафли је дипломирао електротехнику и стекао сертификат из инжењерске физике на Универзитету Принстон а на Правном факултету Харвард је докторирао право. На Харварду, био је уредник Харвардског правног прегледа. Радио је као инжењер у Бел лабсу, Интел, и Универзитету Џонс Хопкинс и као доцент на Правном факултету Сетон Хол. 1984, Оженио се Катерином Косарек, студенткињом медицине и колегиницом са Принстона. 1992, Шлафли се кандидовао за представника Републиканске странке у Представничком дому у 11. конгресном округу Вирџиније; на предизборима је освојио последње место.

## Правнички рад
Шлафли је радио као сарадник у правничкој кући Вачел, Липтон, Розен и Кац у Њујорку пре него што је прешао у приватну праксу, уз коментар како „Велике фирме никад не раде [за конзервативце] на питањима која се тичу хомосексуализма или абортуса“. Осим тога, Шлафли је главни правни саветник Удружења америчких лекара и хирурга и предводи покушај да се пред Врховни суд изнесе на разматрање Закон о заштити пацијената и приступачној нези. 2010, Шлафли је написао чланак у Журналу америчких лекара и хирурга о економским ефектима овог закона.
Године 2010, Шлафли је постао главни саветник за групу која се залагала за опозив америчког сенатора Боба Мендеза, демократе из Њу Џерзија. Група, која се повезује са Покретом Чајанка, сматра да Устав Сједињених Држава допушта политички опозив савезних функционера, упркос томе што то не помиње експлицитно. 18. новембра 2010, Врховни суд Њу Џерсија је одбацио Шлафлијеве аргументе. Касније исте године, Шлафли је представљао групу RecallND у предмету пред Врховним судом Северне Дакоте у покушају да се опозове Кент Конрад, још један сенатор Демократске партије.

## Конзервапедија
Шлафли је у новембру 2006. основао вики енциклопедију Конзервапедија. Осетио је потребу да започне пројекат након што је читао радове ученика написане коришћењем датумске нотације нове ере уместо нотације Anno Domini, који он преферира. Иако је био „рани ентузијаста Википедије“, како је навео Шон Зелер из Congressional Quarterly, Шлафли је постао забринут због пристрасности коју је уочио након што су други уредници Википедије учестало поништавали његове измене у чланку о саслушањима о еволуцији у школама пред Одбором за образовање Канзаса. Шлафли је изразио наду да ће Конзервапедија постати општи извор за америчке наставнике и противежа либералној пристрасности од које по њему пати Википедија.
Године 2009. гостовао је у емисији Колберт рипорт како би причао о свом пројекту конзервативне Библије, који је започет на Конзервапедији у циљу да се преради модерни енглески превод Библије, како би се уклонили детаљи који су описани као „либерална пристрасност“.

## Дијалог са Ричардом Ленским
Ричард Ленски, еволуциони биолог који је обавио дугорочни експеримент еволуције ешерихије коли у преко 10.000 генерација, увучен је 2008. у дебату о резултатима експеримента са Шлафлијем. Конзервапедија промовише креационизам и Шлафли је тврдио како бактерије не могу да еволуирају путем корисних мутација. Дебата је привукла одређену дозу пажње на интернету. Ленски, и неки сајтови као што је Ars Technica критиковали су Шлафлија да није исправно прочитао рад Ленског, да не разуме експерименталне податке које је тражио, као и да не обраћа пажњу на друге уреднике Конзервапедије који сматрају да је рад квалитетно написан.